# یوهان داوید ویس
یوهان داوید ویس (انگلیسی: Johann David Wyss؛ ۲۸ مه ۱۷۴۳ – ۱۱ ژانویه ۱۸۱۸) یک نویسنده اهل سوئیس بود که برای نوشتن رمان خانواده سوئیسی رابینسون (۱۸۱۲) شهرت دارد. او این اثر را با الهام از رمان رابینسون کروزوئه اثر دانیل دفو نگاشته‌است.